# تربيتة باريت
تربيتة باريت (بالإنجليزية: Pat Barrett)‏ (و. 1941  م) هو مصارع محترف أيرلندي، ولد في دبلن.

## روابط خارجية
- تربيتة باريت على موقع CageMatch worker (الإنجليزية)
- تربيتة باريت على موقع عالم المصارعة على الإنترنت (الإنجليزية)
- تربيتة باريت على موقع عالم المصارعة على الإنترنت (الإنجليزية)